# Pinhmi
Pinhmi (Pinhmi en birmà, en shan: Pangmi) és un estat dels estats Shan, a la regió del Myelat, dins l'estat Shan de Myanmar. La capital és Pinhmi al sud-oest de Taunggyi i enclavat a Hsamongkham, menys pel sud que toca amb Tigit, dependència de Yawnghwe, i ja prop de la frontera amb terres birmanes. Només té una superfície de 6 km². Hi viuen principalment els danus. Era un principat independent tributari del rei de Birmània amb un cap que portava el títol de Ngwegunhmu. El 1886 el cap va prendre part en la confederació contra els britànics però després de la victòria britànica va fer ràpida submissió i li fou reconeguda la possessió del territori (1887). El darrer senyor que va governar va abdicar el 1959 i després fou una de la Repúbliques de la unió d'Estats Shan que constituïren l'Estat Shan, amb vocació d'independència, però part integrant de Myanmar.